# Casares
Casares är en ort och kommun i provinsen Málaga i den autonoma regionen Andalusien i södra Spanien. Orten ligger cirka 82 kilometer sydväst om Málaga. Kommunen har 8 486 invånare (2024), på en yta av 162,34 km². Kommunen gränsar i öster till Estepona, i söder till Manilva och i nordväst till Gaucin.

## Historia
Under romersk tid var badet i Hedionda (det stinkande badet) välkänt och Julius Caesar påstås ha botat problem med sin lever i det svavelhaltiga vattnet år 61 f.Kr. Casares, som fått sitt namn efter Caesar, tilläts därför att slå egna mynt.
På 1100-talet byggdes slottet av morerna under Almohadkalifatet. I Casares undertecknades 1361 en överenskommelse mellan Peter I av Kastilien (Peter den grymme) och den avsatte Muhamed V genom vilken den moriske kungen införlivade Casares i Nasridernas välde. Staden intogs av katolska styrkor strax efter det att Ronda fallit 1485 och styret överlämnades till Rodrigo Ponce de León, hertig i Cádiz.
Senare när Napoleon I hade intagit nästan hela Spanien var Casares tillsammans med Cádiz de enda två städer som inte kunnat intas av de franska trupperna.
Senare föddes advokaten, politikern och författaren Blas Infante Perez de Varga i Casares, ansedd som initiativtagare till nationaliströrelsen i Andalusien. Han föddes 1885 och avrättades av Francos anhängare under spanska inbördeskriget 1936. Huset där han föddes är nu museum.

## Natur
Vanlig falk och pilgrimsfalk häckar i bergen runt staden.